# Pont de Saint-Placide-de-Charlevoix
Le pont de Saint-Placide-de-Charlevoix de Baie-Saint-Paul traverse le bras du Nord-Ouest près du hameau de Saint-Placide-de-Charlevoix. Il est le dernier pont couvert encore en fonction des neuf ponts autrefois présents dans la région touristique de Charlevoix et est le dernier en fonction de la région administrative de la Capitale-Nationale.

## Histoire
Le pont fut construit en 1926 par le contracteur Joseph Normandeau au coût de 2 076,21 $ et cédé par le ministère des Transports du Québec à la ville de Baie-Saint-Paul le 3 mars 1993.
Le pont a été reconnu comme monument historique par la ville de Baie-Saint-Paul le 29 octobre 2002.

## Caractéristiques
La ferme du pont est de type Town élaboré. L'arche et le toit sont d'inspiration européenne. Le portique est de style classique.
Ce pont se démarque par son grand nombre de poutres verticales rapprochées et ses tiges de tension métalliques. Les madriers, posés en diagonale, nécessitent d'être attachés par 2 590 chevilles à chaque 30,5 m (100 pi).
Le lambris extérieur du pont couvert est de couleur rouge, comme celui de nombreux ponts couverts au Québec.

## Toponyme
Une variante du nom officiel est pont Rouge-Saint-Placide-de-Charlevoix.

## Couleur
Le lambris est de couleur sang de bœuf.

## Photographies

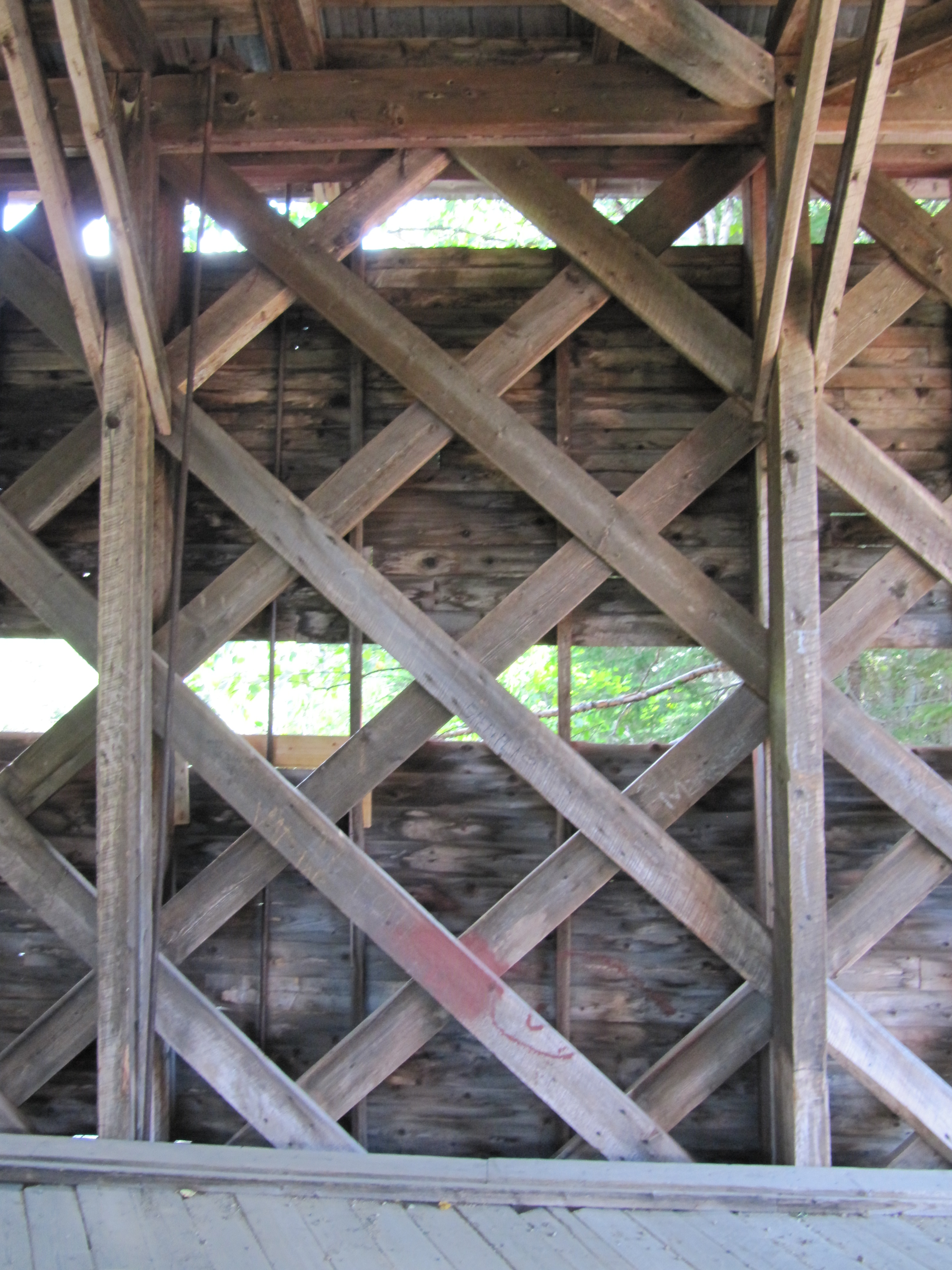
Ferme
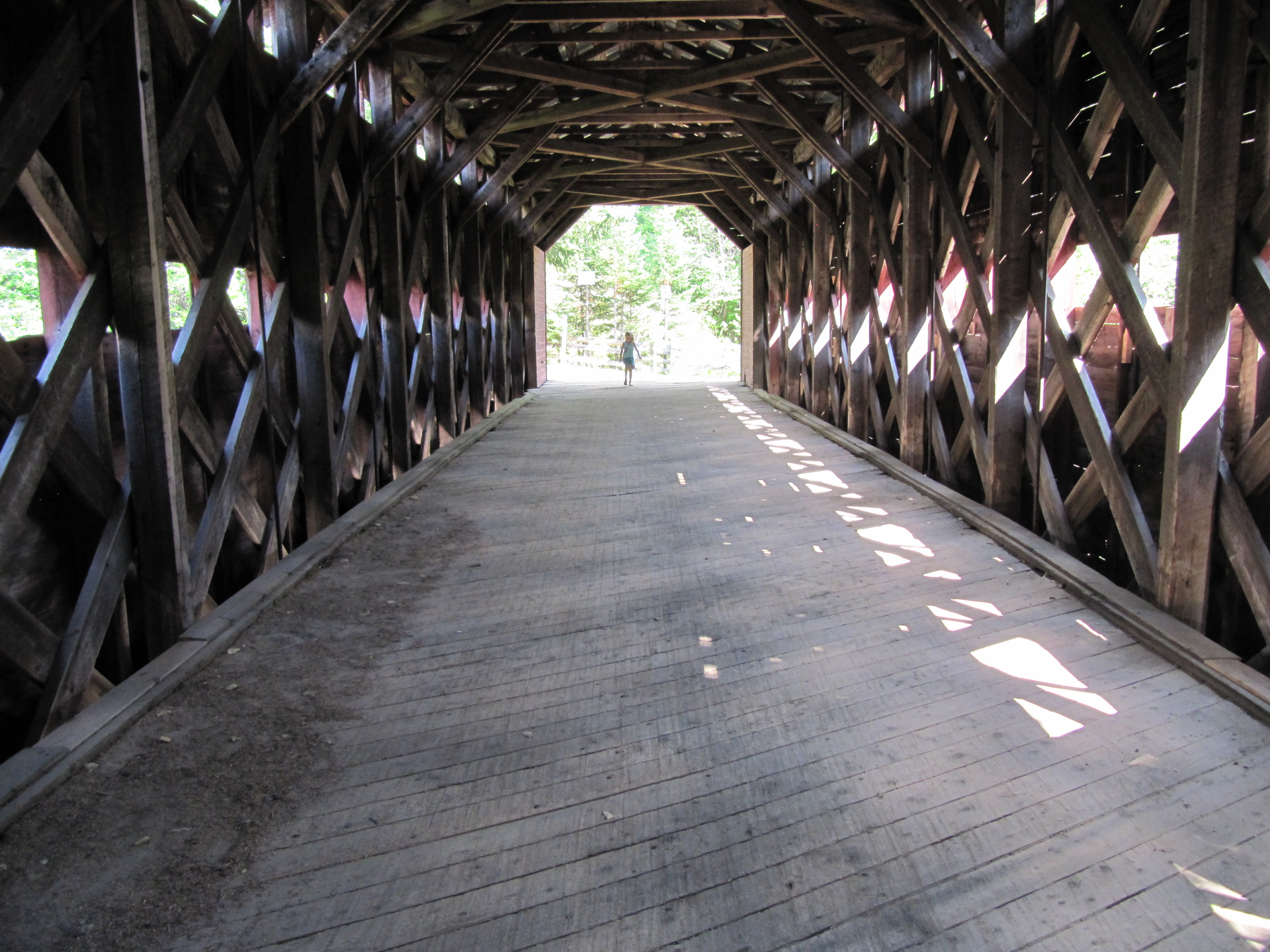
Vue de l'intérieur
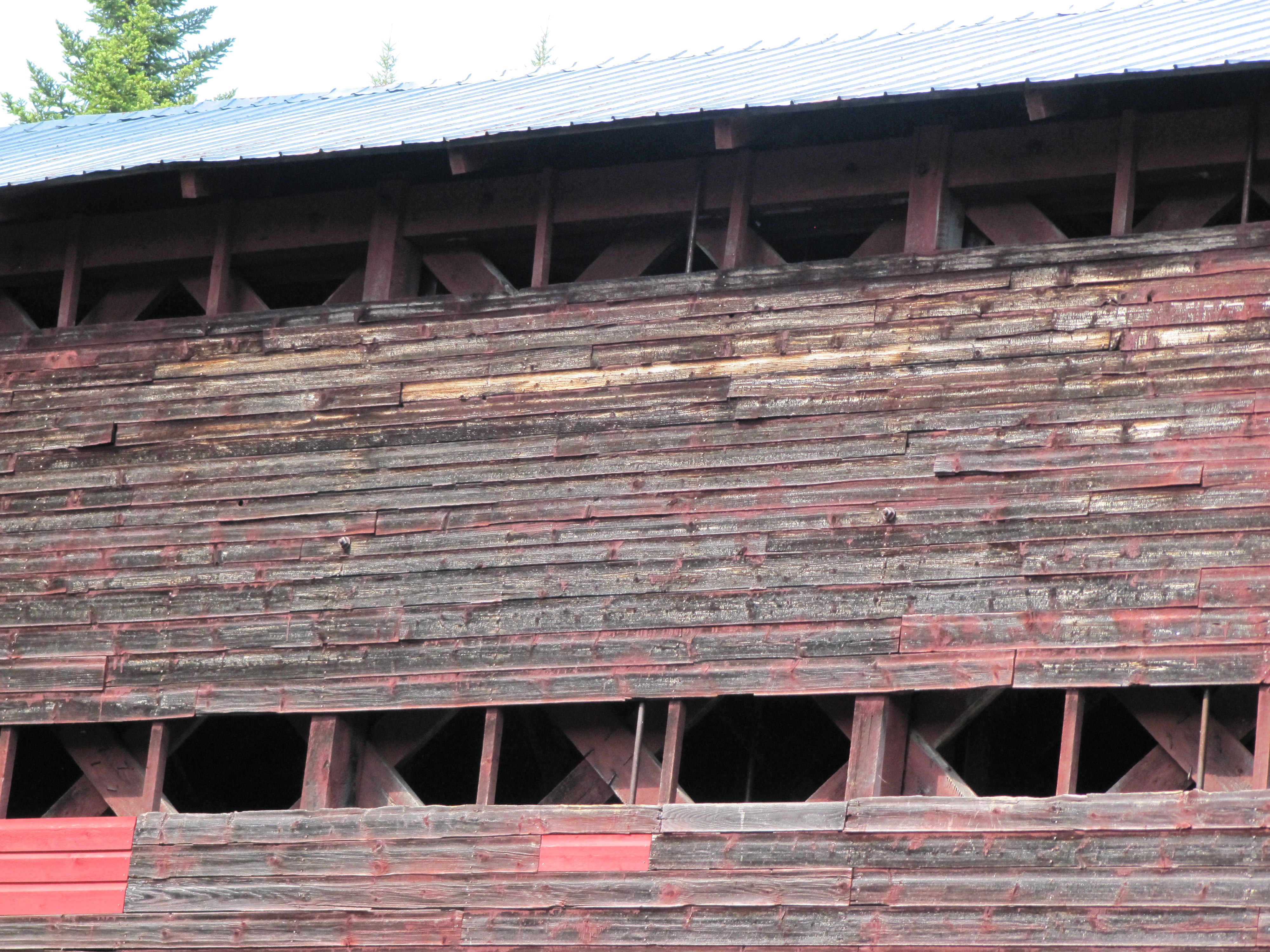
Lambris et toit
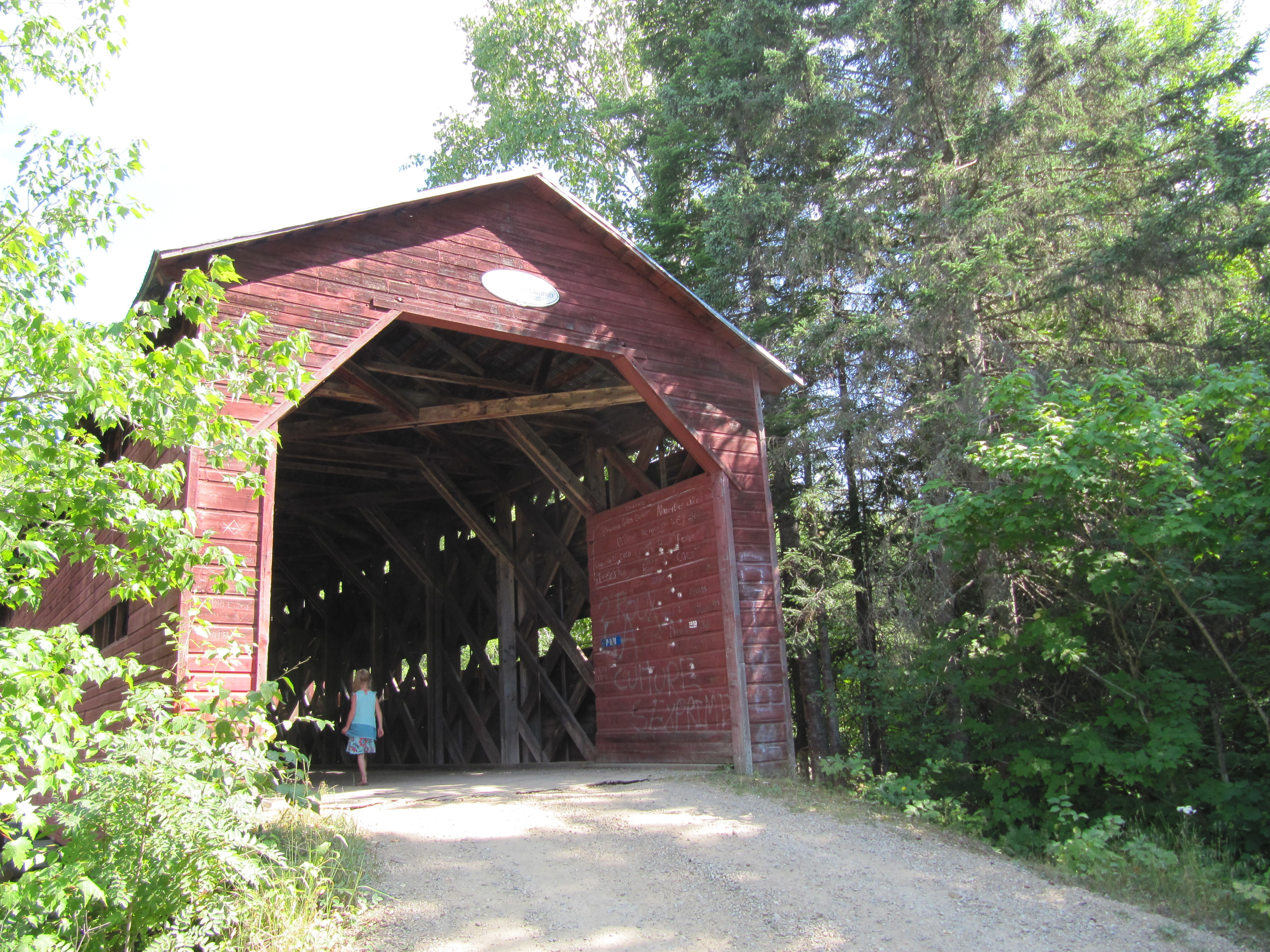
Entrée nord-ouest